# Plump Fiction
Pour plus de détails, voir Fiche technique et Distribution.
Plump Fiction est une comédie américaine de parodie réalisée par Bob Koherr et sortie en 1997.

## Fiche technique
Sauf indication contraire, les informations mentionnées dans cette section peuvent être confirmées par les bases de données cinématographiques IMDb et Allociné,  présentes dans la section « Liens externes ».
- Titre original : Plump Fiction
- Réalisation : Bob Koherr
- Scénario : Bob Koherr
- Musique : Michael Muhlfriedel
- Décors : Nicole Lee
- Costumes : Vincent Lapper
- Photographie : Rex Nicholson
- Son : Mark Allen et Patrick M. Griffith
- Montage : Neil Kirk
- Production : Gary Binkow
  - Coproduction : Lorena David et Mark Roberts
  - Production associée : Patrick J. Clifton
  - Production déléguée : Stephen Nemeth
- Sociétés de production : Rhino Entertainment
- Sociétés de distribution : Legacy Releasing
- Pays de production :  États-Unis
- Langue originale : anglais
- Format : couleur
- Genre : Comédie
- Durée : 82 minutes
- Dates de sortie :
  - Portugal : mai 1997
  - États-Unis : 15 mai 1998

## Distribution
- Tommy Davidson : Julius
- Julie Brown : Mimi Hungry
- Paul Dinello : Jimmy Nova
- Sandra Bernhard : Bunny Roberts
- Colleen Camp : Viv
- Dan Castellaneta : Bumpkin
- Robert Costanzo : Montello Hungry
- Matthew Glave : Nicky Cox
- Tim Kazurinsky : Priscilla, la reine des desserts
- Kevin Meaney : Les
- Paul Provenza : Crispin Maraschino
- Jennifer Rubin : Kandi Kane
- Pamela Adlon : Vallory Cox
- Jennifer Coolidge : Sister Sister
- Shawn Michael Howard : Lee
- Lea DeLaria : M. Purple
- Jimmie Walker : Stingy Customer
- Philippe Bergeron : Jean-Claude Ennui
- Bob Koherr : Grip
- Don LaFontaine : le narrateur